# 입법고시
입법고시(立法高試)는 입법고등고시의 준말로서, 대한민국 국회사무처에서 실시하는 입법부 일반직 5급 공무원 공개경쟁채용시험이다.
2000년 이래 선발하는 인원이 연간 13~25인에 불과하여 각종 고시 중 경쟁률이 가장 높은 시험으로 알려져 있다.

## 연혁
1976년 제1회 입법고시가 실시되어 7인이 선발되었다.
종래 인력수급 상황에 따라 수시로 실시되었으나, 2000년을 기점으로 매년 1회 실시하는 것으로 정례화되었다.
2012년까지 연수로 37년, 회수로 28회를 맞이하게 되었다.
2012년 제28회 입법고시까지 총 413명이 합격하여, 2012년 현재 311명이 현직으로 근무하고 있다.

## 선발

### 개요
일반행정직, 법제직, 재경직의 3개 직류를 선발하고 있으며, 3차에 걸친 시험과정을 통해 매년 13~25인을 선발한다.
일반행정직류와 재경직류의 경우 각각 행정고시 일반행정직류 및 재경직류와 1,2,3차에 걸친 시험방식이 동일하고, 법제직류의 경우 사법시험과 논술형 제2차시험과목이 같다.
선발인원이 행정고시(300여명) 사법시험(1000여명)에 비해 극히 적어 입법고시만을 준비하는 수험생은 사실상 없으며, 행정고시 및 사법시험 준비생들이 함께 준비하여 응시하는 것이 일반적이다.

### 시험 과정

#### 제1차 시험
제1차시험은 공직적격성평가(Public Service Aptitude Test, PSAT)와 영어시험으로 구성되어 있다.
영어시험은 영어능력검정시험(토플, 토익, 텝스, 지텔프, 플렉스 등)으로 대체되어 진행되며, 토익 기준으로 700점, 텝스 기준으로 625점 이상 득점한 경우 영어시험에 합격한 것으로 간주한다.
공직적격성평가는 논리적·비판적 사고능력, 자료의 분석 및 정보추론능력, 판단 및 의사결정능력 등의 종합적 사고력을 평가하기 위한 선택형(객관식,5지1택형) 필기시험이다. 특정과목의 전문지식을 얼마나 많이 소유하고 있느냐를 평가하지 않고 공직자로서 필요한 기본적인 소양과 자질을 측정하는 데 초점을 맞추고 있다. 동 시험은 2004년 외무고시에 시범적으로 도입된 후, 2005년부터 입법고시에 도입되었다.
공직적격성평가의 평가영역은 다음과 같이 세 가지이며, 각 영역별로 100점 만점에 40문항씩이며 시험시간은 각각 90분이다.
| 구분         | 내용                                                                      |
| 언어논리영역 | 글의 이해, 표현, 추론, 비판과 논리적 사고 등의 능력을 검정                |
| 자료해석영역 | 수치자료의 정리와 이해, 처리와 응용계산, 분석과 정보추출 등의 능력을 검정 |
| 상황판단영역 | 상황의 이해, 추론 및 분석, 문제해결, 판단과 의사결정 등의 능력을 검정     |

통상적으로 양천구, 마포구, 구로구 등 국회의사당이 소재한 여의도 인근 중고등학교에서 시험이 실시된다.

#### 제2차 시험
제2차 시험은 논문형 필기시험으로 각 과목당 논술형 1문제와 약술형 2~3문제가 출제된다.
각 직류별로 필수과목을 4과목, 선택과목을 1과목으로 하여 5과목에 응시하게 되며, 하루에 1과목 또는 2과목씩 3일에 걸쳐 시험이 치러진다.
선택과목에 따른 유불리를 줄이기 위해 필수과목의 배점은 100점으로, 선택과목의 배점은 50점으로 차등을 두고 있다.
직류별 시험과목은 다음과 같다.
| 구분             | 일반행정                                | 법제                                 | 재경                                    | 사서                                                      |
| 필수과목 (4과목) | 1. 행정학 2. 행정법 3. 경제학 4. 정치학 | 1. 헌 법 2. 민 법 3. 형 법 4. 행정법 | 1. 경제학 2. 재정학 3. 행정법 4. 행정학 | 1. 도서관경영론 2. 자료조직론 3. 정보검색론 4. 참고봉사론 |
| 선택과목 (1과목) | 지방행정론 정보체계론 조사방법론 정책학 | 형사소송법 민사소송법 상 법 세법 -   | 회계학 통계학 국제경제학 상법 세법      | 사회과학서지 행정법 경제학 정치학                         |

통상적으로 국회의사당 지하 고사장에서 시험이 실시된다.

#### 제3차 시험
제3차 시험은 면접시험으로 공무원으로서의 정신자세, 전문지식과 그 응용능력, 의사발표의 정확성과 논리성, 예의·품행 및 성실성, 창의력·의지력 및 발전가능성 등을 평가한다. 제2차 시험에서 최종선발인원의 120% 내외를 선발한 후 제3차 시험을 통해 최종 합격자를 결정한다.
집단면접 후 개별면접을 실시하며, 기본적으로 제1차 및 제2차 시험의 성적은 제3차 시험의 합격자 사정에 반영하지 않는 것을 원칙으로 하고 있다.
통상적으로 국회의사당 7층 회의실에서 시험이 실시된다.

## 업무

### 개요
최종합격 후 행정사무관으로 임용되어 각 상임 및 특별위원회와 국회사무처 조직 또는 국회예산정책처 및 국회입법조사처에 배치되어 근무하게 된다. 각 보직에 따라 법률안의 기초, 성안된 법률안에 대해서는 체계의 검토 및 자구의 정리, 국가예산안 및 결산심사에 필요한 자료의 수집·분석, 의안의 예비심사 및 검토보고, 의사진행보좌 및 일반행정사무를 처리하게 된다.
각 보직 명칭은 다음과 같다.
| 부서               | 부서               | 보직       |
| 상임 및 특별위원회 | 상임 및 특별위원회 | 입법조사관 |
| 국회사무처         | 법제실             | 법제관     |
| 국회사무처         | 계선 부서          | 계장(담당) |
| 예산정책처         | 예산분석실         | 예산분석관 |
| 예산정책처         | 경제분석실         | 경제분석관 |
| 예산정책처         | 사업평가국         | 사업평가관 |
| 입법조사처         | 입법조사처         | 입법조사관 |

### 상임위원회 입법조사관
상임위원회 입법조사관은 위원회 소관 법률안과 예산안 및 결산의 검토보고서를 작성하고, 국정감사 및 국정조사 외 위원회의 의사진행을 보좌한다.

## 승진
상임위원회 조직의 존재로 인해, 인력 구조가 완만한 원통형으로 승진이 빠르고 수월하다.
통상 임용 후 6년이 경과한 후 서기관으로 승진한다.

## 통계

### 최근 합격자 인적 구성
| 구분(여성) | 2005년 | 2006년 | 2007년 | 2008년 | 2009년 | 2010년 | 2011년 | 2012년 | 2013년 | 2014년 | 계      |
| 일반행정   | 8(5)   | 7(3)   | 10(4)  | 7(4)   | 6(3)   | 6(1)   | 6(3)   | 6(3)   | 7(6)   | 9(3)   | 72(35)  |
| 법제       | 5(0)   | 5(0)   | 5(0)   | 7(1)   | 3(0)   | 3(0)   | 3(0)   | 3(0)   | 4(0)   | 2(0)   | 40(1)   |
| 재경       | 12(2)  | 8(2)   | 10(3)  | 9(1)   | 6(2)   | 6(1)   | 6(0)   | 4(2)   | 7(3)   | 11(4)  | 79(20)  |
| 계         | 25(7)  | 20(5)  | 25(7)  | 23(6)  | 15(5)  | 15(2)  | 15(3)  | 13(5)  | 18(9)  | 22(7)  | 191(56) |

### 현직자 직급 구성
| 직급     | 인원 |
| 차관급   | 3    |
| 차관보급 | 15   |
| 1급      | 2    |
| 2급      | 27   |
| 3급      | 46   |
| 4급      | 129  |
| 5급      | 88   |
| 계       | 310  |